# Nocrich
Nocrich is een Roemeense gemeente in het district Sibiu.

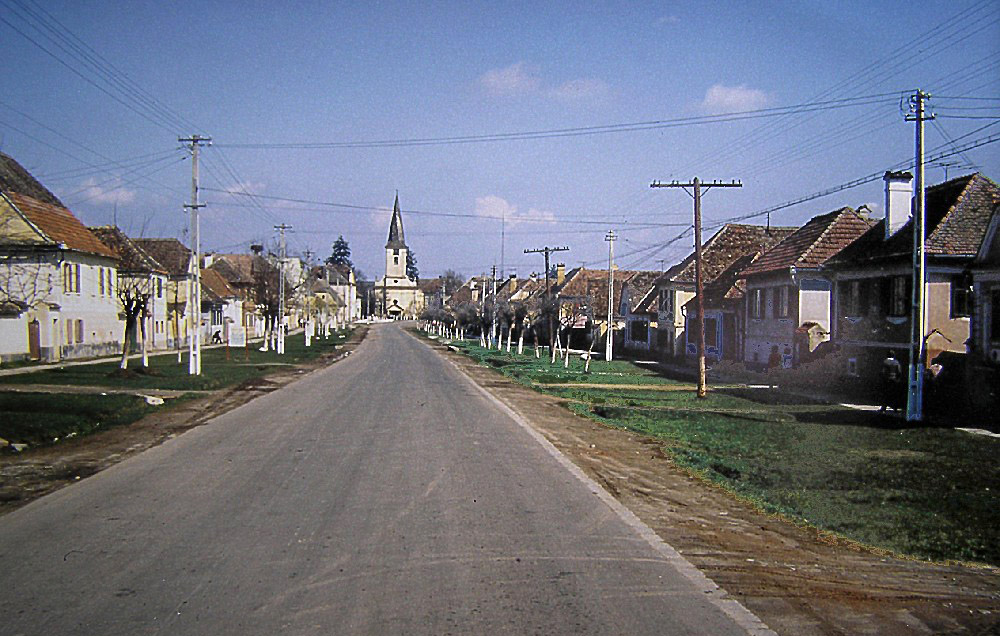
Nocrich

Nocrich telt 2822 inwoners.